# Cerovci
Cerovci este un sat din comuna Pljevlja, Muntenegru. Conform datelor de la recensământul din 2003, localitatea are 71 de locuitori (la recensământul din 1991 erau 83 de locuitori).

## Demografie
În satul Cerovci locuiesc 59 de persoane adulte, iar vârsta medie a populației este de 45,8 de ani (41,1 la bărbați și 51,0 la femei). În localitate sunt 19 gospodării, iar numărul mediu de membri în gospodărie este de 3,74.
Această localitate este populată majoritar de sârbi (conform recensământului din 2003).
|  |

| Demografie | Demografie | Demografie |
| An         | Locuitori  | Locuitori  |
| ---------- | ---------- | ---------- |
|            |            |            |
|            |            |            |
|            |            |            |
|            |            |            |
| 1948       | 103        |            |
| 1953       | 143        |            |
| 1961       | 161        |            |
| 1971       | 135        |            |
| 1981       | 129        |            |
| 1991       | 83         | 83         |
| 2003       | 71         | 71         |

| \| Componența etnică conform recensământului din 2003[2] \| Componența etnică conform recensământului din 2003[2] \| Componența etnică conform recensământului din 2003[2] \| Componența etnică conform recensământului din 2003[2] \| Componența etnică conform recensământului din 2003[2] \| \| ----------------------------------------------------- \| ----------------------------------------------------- \| ----------------------------------------------------- \| ----------------------------------------------------- \| ----------------------------------------------------- \| \| \| \| \| \| \| \| Sârbi \| Sârbi \| \| 70 \| 98,59% \| \| Muntenegreni \| Muntenegreni \| \| 1 \| 1,4% \| \| necunoscută \| necunoscută \| \| 0 \| 0% \| |              |  |    |        |
| Componența etnică conform recensământului din 2003 |              |  |    |        |
| |              |  |    |        |
| Sârbi | Sârbi        |  | 70 | 98,59% |
| Muntenegreni | Muntenegreni |  | 1  | 1,4%   |
| necunoscută | necunoscută  |  | 0  | 0%     |